# Pavel Sedláček
Pavel Sedláček (* 4. července 1941 Praha) je rockový zpěvák a skladatel, spolu s Miki Volkem se jedná o průkopníka rokenrolového a bigbeatového zpěvu v bývalém Československu.  

## Životopis

### Raná kariéra
Vyučil se strojním zámečníkem. Během studia na střední průmyslové škole strojní (obor spalovací motory) začal amatérsky zpívat a záhy založil rockovou kapelu, která měla zkušebnu v Havlíčkových sadech v bývalém pionýrském domě v „Grébovce“, ale brzo skončila. Poté se v pražské Alfě na Václavském náměstí zúčastnil populární pěvecké soutěže Hledáme nové talenty (1959), kde vyhrál s písní Jailhouse Rock. V témže roce založil Studijní skupinu bigbeatu Pavla Sedláčka. Povzbuzen úspěchem prošel kapelami EP Hi-Fi a potom Studijní skupinou big beatu, která působila především v OKD v Praze 10.
V roce 1960 začal studovat na Fakultě elektrotechniky ČVUT. Koncem roku 1962 se stal právoplatným členem divadla Semafor a účinkoval ve hře Šest žen Jindřicha VIII. a v divadelním cyklu Zuzana není pro nikoho doma. V tomto čase také poznal zpěvačku Evu Pilarovou, s níž nazpíval píseň Hey Paula a která se stala i jeho nejbližší přítelkyní.
V roce 1963 si zahrál hlavní roli v hudební komedii Proces s bigbeatovým králem v pražském klubu Olympik. První epizodní filmová role přišla v témže roce ve filmu Černý Petr (1963) a následovala další malá role ve filmu Konkurs (1963). Režisér Vladimír Svitáček mu také dal menší roli vojáka ve filmu Kdyby tisíc klarinetů (1964). Díky skvělé melodii a textu písně Život je pes (1964) Sedláček zazářil i na divadelní scéně. Píseň vydal Supraphon na gramofonové desce, ale ta už směřovala mírně k popu. Byl právoplatným členem divadelního souboru Semafor.

### Zatčení a vězení
Při jednom divadelním zájezdu na Západ se souborem Semaforu se Sedláčkovi naskytla možnost koupit v Západním Berlíně v bazaru automobil, který si vybral a koupil v souladu s čsl. zákonem tak, že koupi formálně stvrdila Němka žijící v Praze. Několik měsíců její vůz užíval bez problémů, než jej udal tehdejší provozní ředitel Semaforu a agent StB Ivan Englich. Zhruba po osmi měsících si pro Sedláčka přijela domů policie a byl zatčen, stejně jako jeho tehdejší přítelkyně Eva Pilarová. Na Pavla Sedláčka byla uvalena vazba a byl obviněn, že způsobil československému devizovému hospodářství škodu v částce několik desítek tisíc korun, podvodným způsobem zakoupil v Západním Berlíně osobní vůz Fiat 1800 a uvedl v omyl celní orgány. V této protizákonné činnosti mu údajně měla pomáhat vlastní matka a dále zpěvačka Eva Pilarová. Byl odsouzen na osmnáct měsíců nepodmíněně a k zabavení auta. Trest si odseděl v plzeňské věznici Na Borech. Při uvěznění pracoval v dole Zbůch u Plzně jako horník. Za dobré chování mu byl zkrácen trest cca o polovinu. Později se dozvěděl, že všechny jeho aktivity a pohyb na západě měla StB dokonale zmapované. Především díky dobře fungujícímu prostředí různých udavačů, mezi kterými se pohyboval.

### Po propuštění – 1989
Hvězdná kariéra Pavla Sedláčka však během pobytu za mřížemi vyhasla. Po propuštění dostal z divadla Semafor vyhazov a koncem roku 1965 odešel hostovat k Jiřímu Štaidlovi do divadla Apollo. Zde potkal zpěváky Karla Gotta, Pavla Bobka, Yvonne Přenosilovou a jiné. Po delší herecké pauze dostal nabídku zahrát si v hudebním televizním seriálu Píseň pro Rudolfa III. (1967).
Teprve v roce 1968 byl morálně rehabilitován a mohl se znovu plně věnovat zpívání. Dokonce mu bylo dovoleno jezdit do západních zemí a tam vystupovat, což ovšem s příchodem tvrdé normalizace v roce 1972 skončilo. Přesto v průběhu dalších let natočil několik desek.
Své vysokoškolské studium dokončil a později v osmdesátých letech si doplnil vzdělání na střední hotelové škole v oboru kuchař-číšník. Od roku 1980 pracoval v gastronomii, začínal v hotelu Olympik.

### Současnost
Pavel Sedláček vystupuje s rokenrolovou skupinou Cadillac. Soukromě podnikal i v pohostinství, v Thajsku absolvoval kurzy vaření a je autorem knihy:
- Exotické koření s recepty, ISBN 978-80-271-0042-2

## Ocenění
V roce 2014 obdržel ocenění Senior Prix od Nadace Život umělce.

## Kontroverze
V registru Státní bezpečnosti, StB, je Pavel Sedláček uveden jako tajný spolupracovník, agent, krycí jméno „Sedlák“, evidenční čísla 39 022 a 902 201, v internetovém periodiku Necenzurované Noviny, též tištěná verze Necenzurovaných Novin č. 04/2000., str. 57. V archivu bezpečnostních složek je evidován třikrát, z toho jen jednou jako „Sedlák“.

## Diskografie
- 1993 Rock And Roll, spolu se skupinou Cadilac [7]
- 1998 Život je pes – 20 x Pavel Sedláček – Bonton [8]
- 2006 Pop galerie – Supraphon, EAN 099925570224, CD